# 廉隅

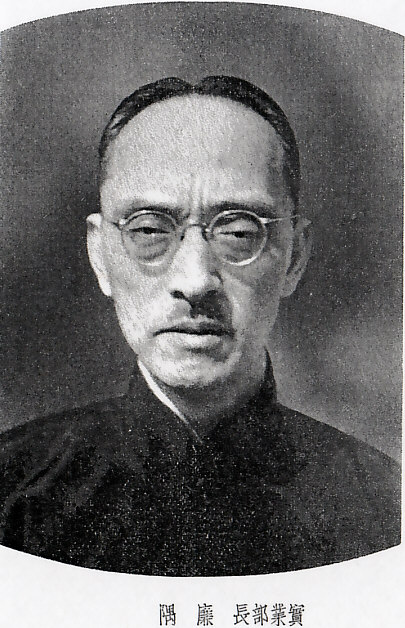
1940年《中華民国維新政府概史》中的廉隅照片

廉隅（1886年—1972年8月），别号励清，江蘇省常州府無錫縣人。中華民国外交官、政治家、法官、律師。中華民国維新政府、汪精衛政權（南京国民政府）的重要人物。

## 生平
廉隅早年在日本留学，獲京都帝国大学法学士。歸国後他在光緒三十四年（1908年）獲游學畢業進士。中華民國成立後，曾任北京政府外交部主事。
以後，1913年（民国元年）1月，他任浙江省高等審判廳廳長，11月辞任。1914年（民国3年）3月，他任直隷省高等審判廳廳長，任職至1920年（民国9年）9月。不久他署理河南省高等審判廳廳長，翌月初辞任。後來他在天津市當律師。
中華民国維新政府成立後的1938年（民国27年）4月，廉隅任外交部次長，6月辞任。翌年2月，外交部長陳籙遭国民政府特務暗殺，從4月到8月廉隅署理部長。其後改署理實業部長。
1940年（民国29年）3月，維新政府同汪精衛的南京国民政府合流，他任立法委員。同年末，廉隅任首任駐滿州國大使。1943年（民国32年）2月他被召回（他的後任為陳濟成），改任駐部大使在部辦事。1945年（民国34年）5月，他任汪精衛政權最後的駐日大使。
日本投降兼汪精衛政權崩潰後，廉隅於1948年11月被政府明令通緝。
廉隅後來定居臺北。1972年8月，在臺北去世，得年87歲。